# Lithostege notata
Lithostege notata är en fjärilsart som beskrevs av Bang-haas 1906. Lithostege notata ingår i släktet Lithostege och familjen mätare. Inga underarter finns listade i Catalogue of Life.